# Cittaducale

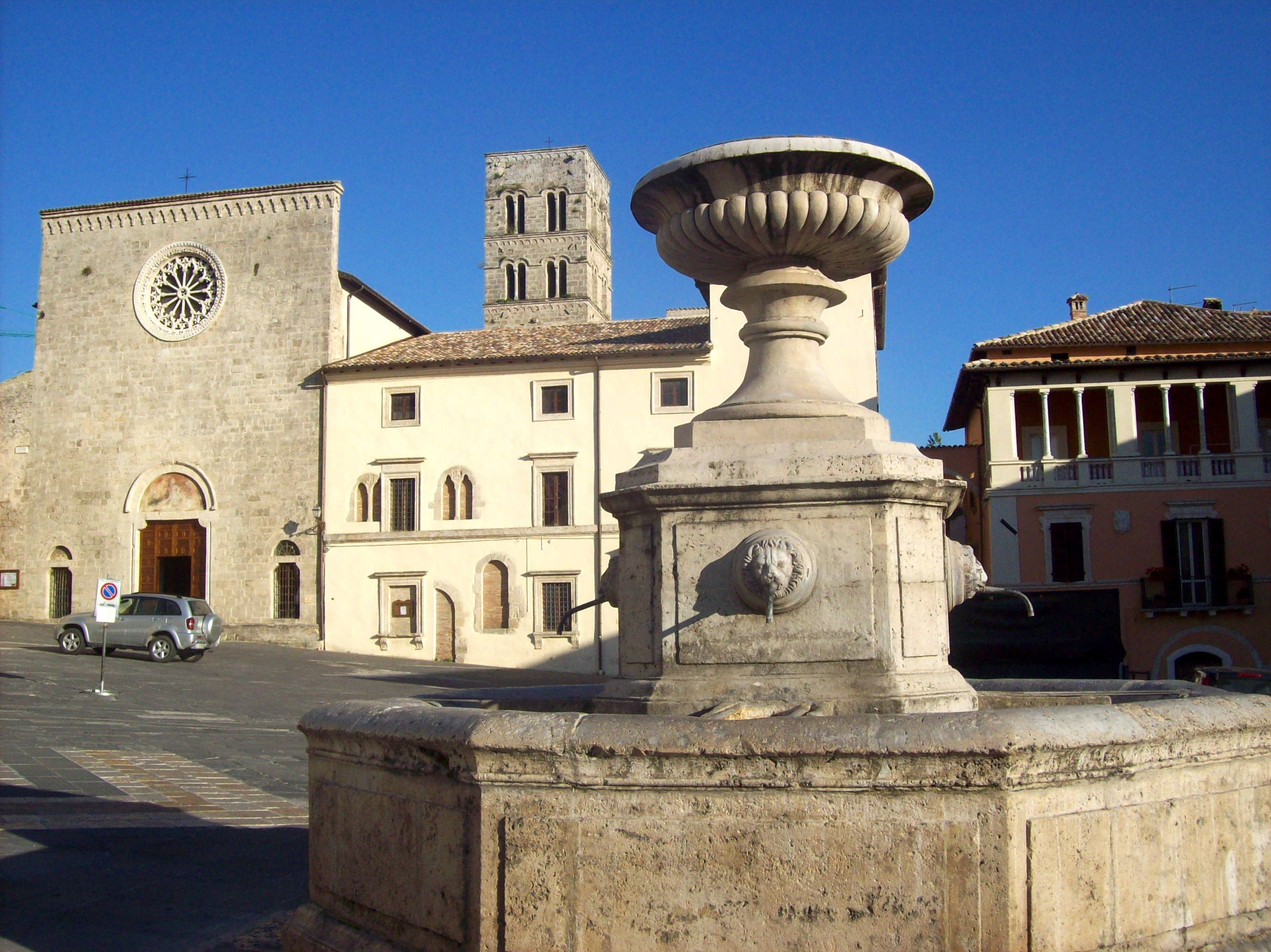
Piazza Roberto D'angiò, Cittaducale

Cittaducale is een gemeente in de Italiaanse provincie Rieti (regio Latium) en telt 6799 inwoners (31-12-2004). De oppervlakte bedraagt 71,0 km², de bevolkingsdichtheid is 92 inwoners per km².
De volgende frazioni maken deel uit van de gemeente: Santa Rufina, Grotti, Calcariola, Pendenza, Cesoni, Micciani.

## Demografie
Cittaducale telt ongeveer 2586 huishoudens. Het aantal inwoners steeg in de periode 1991-2001 met 1,7% volgens cijfers uit de tienjaarlijkse volkstellingen van ISTAT.
| Jaar | Inwoneraantal |
| ---- | ------------- |
| 1991 | 6434          |
| 2001 | 6542          |

## Geografie
De gemeente ligt op ongeveer 481 m boven zeeniveau.
Cittaducale grenst aan de volgende gemeenten: Borgo Velino, Castel Sant'Angelo, Longone Sabino, Micigliano, Petrella Salto, Rieti.